# Portada/efemèride març 9
Anna Laetitia Barbauld
« 8 de març · 9 de març · 10 de març »